# Elin-Alexandra Sundström
Ea Sundström, tidigare kallad Elin-Alexandra, född 22 april 1982, är en svensk konstnär.

## Konstnärskap
Som konstnär arbetar hon med offentliga utsmyckningar. Hon har 2018 gjort en av Norrbottens största gjutna bronsstatyer som står utanför Mjölkuddens Trygghetsboende. Med materialet emalj har hon utsmyckat Luleås mest trafikerade gångtunnel. Hon har gjort utsmyckning och design åt lekterapin på Sunderby sjukhus och åt barnavdelningen på Sundsvalls sjukhus.

## Priser och utmärkelser
- 2018: Årets Live med Mattias Alkberg. Manifestgalan [3]
- 2009: Norrbottens Akademins SKUM-pris [4]
- 2012: Luleå Kommuns Kulturstipendium [5]

## Musikalisk karriär
Sundström har även varit gitarrist för Mattias Alkberg sedan 2017 och basist i Raring sedan 2015. Hon har spelat cello i Vikta Fåglar  och gitarr i Eterkropp. Hon medverkar på skivan Häxor med Mattias Alkberg, samt har spelat bas samt skrivit musik i bandet Raring. Hon har 2017 deltagit på Sverigeturnén "Åtminstone Artificiell Intelligens" med Mattias Alkberg. 2018 deltog hon i musikföreställningen "Alla Är Sämst" med Mattias Alkberg. År 2019 deltog Sundström på bandet Södra Sveriges dubbel-LP "Död Musik" som musiker och omslagsdesigner. År 2021 spelade hon cello på Anton Alamaas instrumental-LP "Stuga på hjul".